# Йоганн Пасслер
Йоганн Пасслер  (італ. Johann Passler, 18 серпня 1961) — італійський біатлоніст, олімпійський медаліст.

## Виступи на Олімпіадах
| Олімпіада        | Дисципліна                | Місце |
| ---------------- | ------------------------- | ----- |
| Сараєво 1984     | спринт 10 км              | 35    |
| Сараєво 1984     | естафета 4 х 7,5 км       | 5     |
| Калгарі 1988     | спринт 10 км              | 8     |
| Калгарі 1988     | індивідуальна гонка 20 км | 3     |
| Калгарі 1988     | естафета 4 х 7,5 км       | 3     |
| Альбервіль 1992  | спринт 10 км              | 15    |
| Альбервіль 1992  | індивідуальна гонка 20 км | 7     |
| Альбервіль 1992  | естафета 4 х 7,5 км       | 4     |
| Ліллехаммер 1994 | спринт 10 км              | 13    |
| Ліллехаммер 1994 | естафета 4 х 7,5 км       | 6     |